# Вулиця Косинського (Львів)
Ву́лиця Коси́нського — вулиця у Залізничному районі Львова на Левандівці. Бічна вулиці Суботівської, від якої веде нумерацію будинків. Проходить паралельно до Широкої та Нечая. Вулиця асфальтована, має асфальтований хідник з непарного боку.

## Історія
Вулиця названа 1956 року на честь козацького ватажка і очільника антипольського повстання 1591—1593 років Криштофа Косинського, з того часу не перейменовувалася.
Забудова: одноповерховий конструктивізм 1930-х, одно- і двоповерхова житлова 2000-х років.

## Галерея

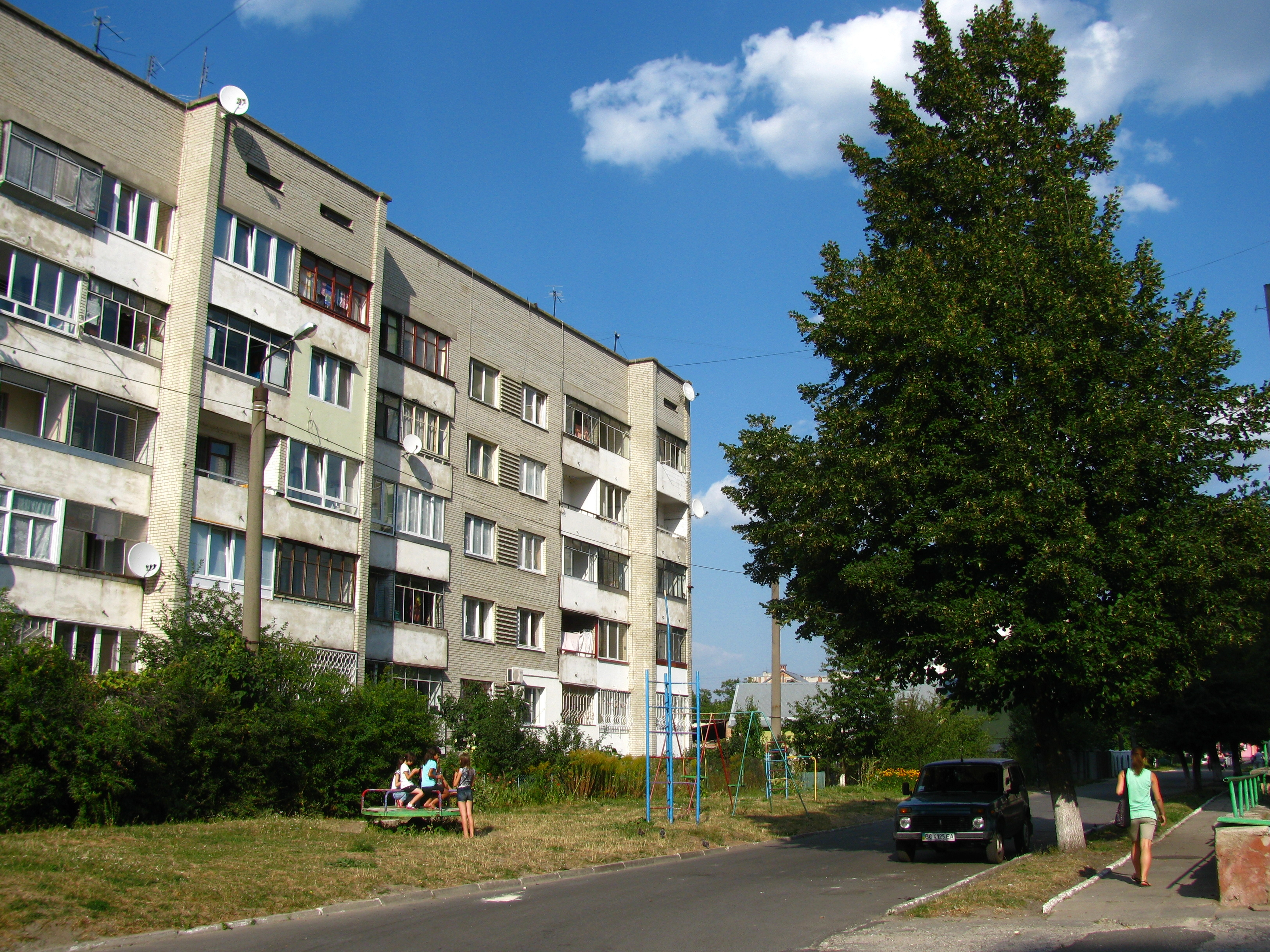
Кінець вулиці
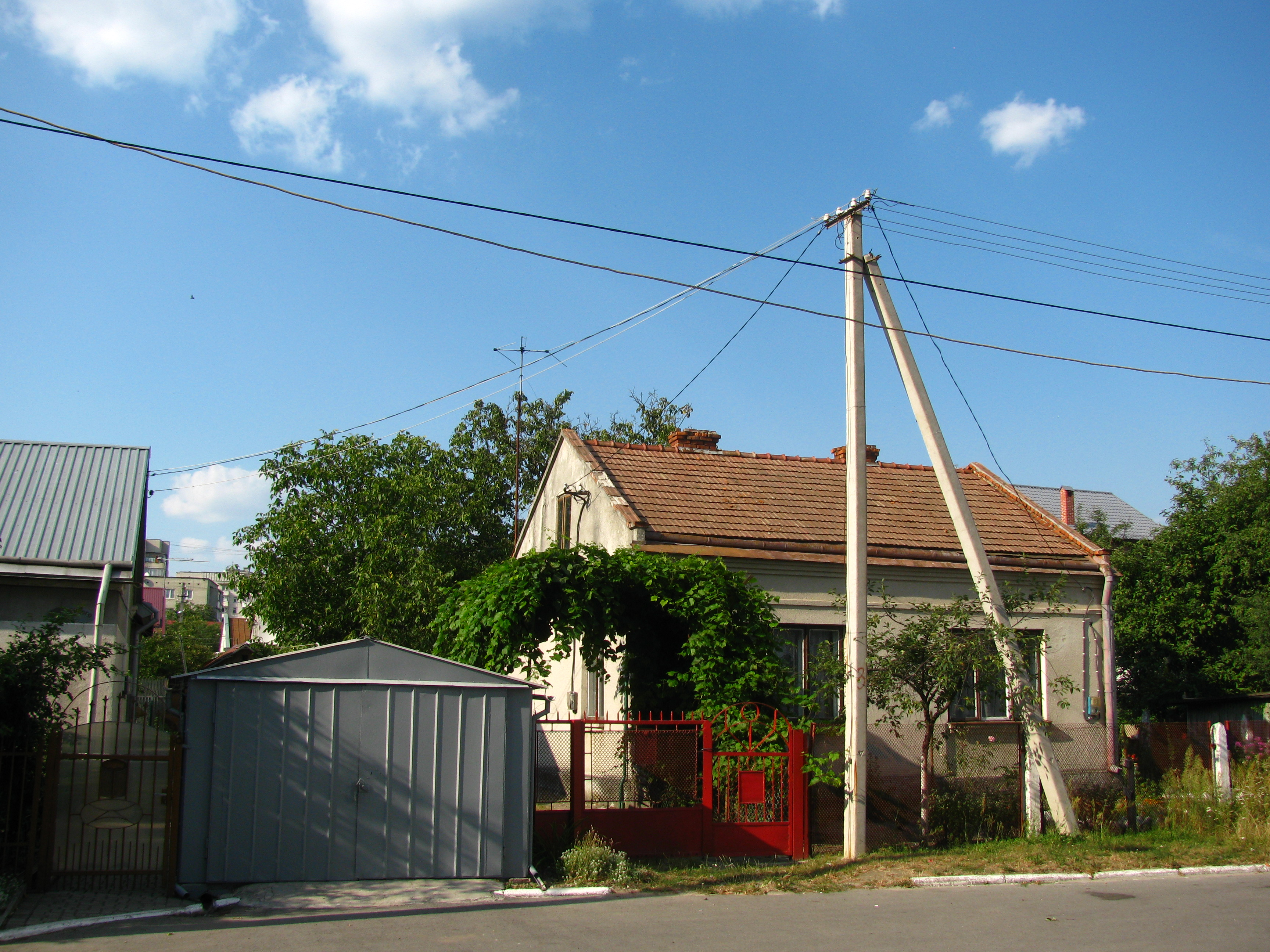
Житловий будинок (вул. Косинського, 16)